# Ernst Kaltenbrunner
Ernst Kaltenbrunner (n. 4 octombrie 1903, Ried im Innkreis, Austria Superioară, Austria – d. 16 octombrie 1946, Nürnberg, Bavaria, zona de ocupație americană în Germania⁠(d)) a fost un înalt funcționar al Germaniei Naziste în timpul celui de-Al doilea război mondial. Un Obergruppenführer (general) în Schutzstaffel (SS), între ianuarie 1943 și mai 1945 a deținut funcțiile de șef al Biroului de Securitate al Reich-ului (Reichssicherheitshauptamt; RSHA). El a fost cel mai înalt membru al SS-ului care a fost adus la primele Procese de la Nürnberg. El a fost găsit vinovat de crime de război și crime împotriva umanității și a fost executat prin spânzurare.

## Finalul

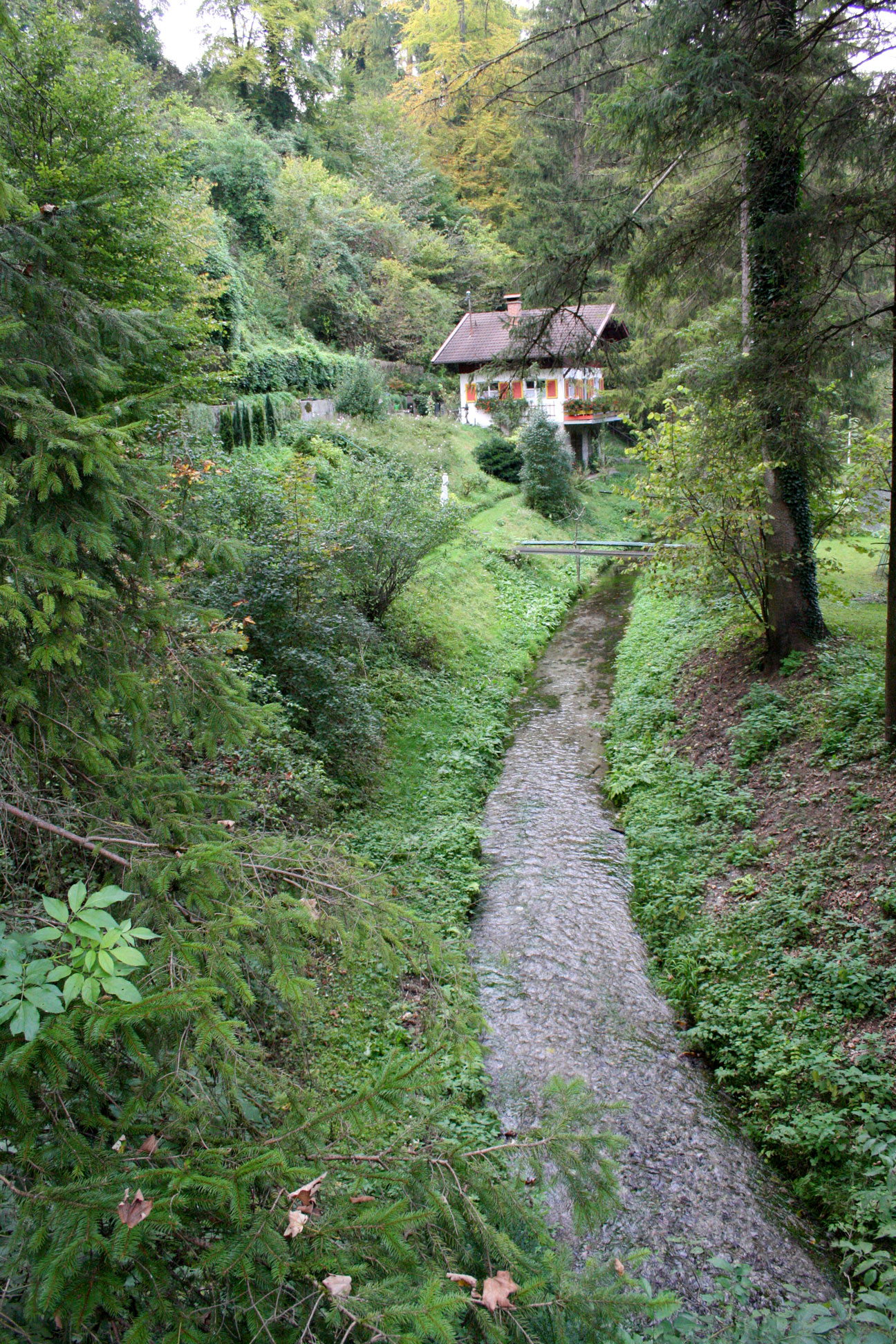
Pȃrȃul Wenzbach (München) în care a fost împrăştiată cenuşa celor 11 inculpaţi

A fost condamnat la moarte, prin spȃnzurare, împreună cu alți 10 inculpați, la procesul din Nürnberg. Execuțiile (duse la împlinire de americanii John C. Woods și Joseph Malta) au avut loc în sala de sport a închisorii din Nürnberg la data de 16 octombrie 1946, între orele 1:00 și 2:57. Cei 10 naziști executați au fost: Hans Frank, Wilhelm Frick, Alfred Jodl, Ernst Kaltenbrunner, Wilhelm Keitel, Joachim von Ribbentrop, Alfred Rosenberg, Fritz Sauckel, Arthur Seyss-Inquart și Julius Streicher. În dimineața zilei de 17 octombrie 1946 trupurile celor 10 executați, împreună cu trupul lui Hermann Göring (care se sinucise cu cianură cu o noapte înainte), au fost transportate cu camioane americane la crematoriul cimitirului estic din München, unde au fost imediat incinerate. Cenușa acestora a fost împrăștiată apoi de ofițeri americani în pârâul Wenzbach (mic afluent de stânga al râului Isar), lângă strada Conwentzstraße din München, spre a nu deveni ulterior loc de pelerinaj pentru extremiști de dreapta.

## Legături externe
Materiale media legate de Ernst Kaltenbrunner la Wikimedia Commons
- Kaltenbrunner defense broadcast during Nuremberg Trial, reported by Matthew Halton and broadcast on 12 aprilie 1946; via the archives of the Canadian Broadcasting Corporation; 2m:36s
- Testimony of Rudolf Hoess in the Nuremberg Trial
- Nuremberg film at IMDB
- Seventeen Moments of Spring film at IMDB
- Holocaust miniseries at IMDB